# Каменка (приток Хейняйоки)
Каменка — река в России, протекает по территории Костомукшского городского округа Республики Карелии. Длина реки — 11 км, площадь водосборного бассейна — 43,9 км².
Река берёт начало из озера Каменного на высоте 229,4 м над уровнем моря.
Река в общей сложности имеет пять малых притоков суммарной длиной 15 км.
Втекает на высоте ниже 146,5 м над уровнем моря в реку Хейняйоки, впадающую в реку Толлойоки, которая, в свою очередь, впадает в озеро Верхнее Куйто.
Населённые пункты на реке отсутствуют.
Код объекта в государственном водном реестре — 02020000812102000002857.